# Верхній Умикей
Верхній Умике́й (рос. Верхний Умыкэй) — село у складі Нерчинського району Забайкальського краю, Росія. Адміністративний центр та єдиний населений пункт Верхньоумикейського сільського поселення.

## Населення
Населення — 237 осіб (2010; 263 у 2002).
Національний склад (станом на 2002 рік):
- росіяни — 96 %